# Reményi Ede Kamarazenekar
A Reményi Ede Kamarazenekar 1982-ben alakult meg a miskolci Bartók Béla Zeneművészeti Szakközépiskola legtehetségesebb vonósaiból, a Reményi Ede nevet 1986-ban vették fel. A kezdeményezés a hallgatóktól származott, nevükben Nagy Zsófia kereste meg Gál Károly hegedűművészt, aki örömmel fogadta az ötletet, és elvállalta a zenekar művészeti vezetését. Irányításával a zenekar először iskolai együttesként működött, majd – miután állandósult a tagsága – önálló zenekarrá alakult. Gál Károly 25 évig, gyakorlatilag a haláláig látta el a kamarazenekar művészeti vezetését, majd 2007-ben tanítványa, Kriston Tamás lépett a helyére.
A zenekar mai létszáma 19 fő, mind vonósok, de gyakran kiegészítő zenészekre is szükségük van az előadott darabtól függően, ezek főleg fúvósok, de van köztük ütős és csembalista is. Így akár szimfonikus műveket is előadhatnak. A kamarazenekar és a Miskolci Szimfonikus Zenekar tagjai között természetesen jelentős az átfedés. Mint a régió egyetlen kamarazenekara, elsősorban Miskolcon és a megyében szerepelnek, de gyakran fellépnek az ország más vidékein is, sőt külföldön is. Nevük ismerős Európában, Amerikában és a Távol-Keleten egyaránt. Külföldön a magyar zene nagykövetének számítanak, mert ott elsősorban magyar műveket játszanak.
Repertoárjuk rendkívül széles körű: a barokk zenétől a kortárs művekig terjed, sőt a miskolci Bartók+ operafesztivál keretében szimfonikus rockzenét játszó világhírű együttesekkel is együtt zenéltek (Therion, Epica). A hazai és a nemzetközi zenei élet számos kiválóságával dolgoztak már együtt (Ágoston András, David W. Johnson, Kelemen Barnabás, Frank Lloyd, Friedrich Reinhold, Selmeczi György, a Zürichi Fiúkórus és mások). 2009 után 2011-ben már másodszor vettek részt a Floridai Nyári Fesztiválon, az Amerikai Szimfonikus Zenekar vendégeként, utóbb már a fesztivál díszvendégeként.
A kamarazenekar nem részesül semmiféle állandó támogatásban, ezért működésük anyagi feltételeinek biztosítására 1993-ban alapítványt hoztak létre. Fellépéseiket gyakorlatilag maguk szervezik, amiben komoly segítséget jelent, hogy Kriston Tamás maga is foglalkozik hangversenyszervezéssel. Gál Károly emlékére, a halála utáni évben, hangversenysorozatot indítottak.
2017. május 11-én, Miskolc város ünnepén az együttes Reményi Ede zenei díj elismerésben részesült.